# Корни (мини-сериал, 1977)
«Корни» (англ. Roots) — американский мини-сериал, основанный на книге Алекса Хейли «Корни», транслировался на канале ABC в 1977 году. «Корни» получили тридцать шесть номинаций на премию «Эмми» и девять из них выиграли. Сериал также получил Золотой глобус и премию Пибоди. По рейтингу Нильсена сериал до сих пор считается третьим из лучших передач американского телевидения. Бюджет сериала составил 6,6 миллионов долларов.
У сериала было два продолжения: «Корни: следующие поколения» (1979) и «Корни: дар». Последний был исполнен как рождественский фильм.
В 2016 году вышел одноимённый ремейк, который одновременно транслировался на History Channel, A&E и Lifetime в честь «Дня памяти» с 30 мая по 2 июня 2016 года.

## Сюжет
История начинается в 1750 году в Гамбии, Западная Африка, когда у воина мандинка Оморо Кинте (Талмус Расулала) и его жены Бинты (Сисели Тайсон) рождается сын Кунта Кинте (Левар Бертон). По достижении возраста пятнадцати лет, Кунта с другими юношами участвует в племенной церемонии инициации, после которой официально становится воином мандинка. Выполняя задание по поиску гуся, Кунта замечает европейца с ружьем. Позже, пытаясь за пределами деревни добыть дерево для барабана брата, Кунта попадает в ловушку вражеского племени и его продают в рабство. Попав на работорговое судно под командованием капитана Дейвиса (Эдвард Аснер), Кунта начинает своё вынужденное путешествие в Колониальную Америку. За время плаванья африканцы предпринимают безуспешную попытку бунта.
Через несколько месяцев. достигнув Аннаполиса, штат Мэриленд, африканцы «идут с молотка». Плантатор Джон Рейнолдс (Лорн Грин) приобретает Кунту Кинте и даёт ему рабское имя «Тоби». Старший раб по имени Фиддлер (Луис Госсетт мл.) становится ответственным за обучение «Тоби» сути рабства, включая знание английского языка. В отчаянном стремлении остаться свободным и сохранить своё наследие народа мандинка, Кунта совершает несколько неудачных попыток бегства. Ему дороги его родовые корни и мусульманская вера. Он упорно отказывается переименоваться в Тоби. Надсмотрщик по имени Эймес (Вик Морроу) порет его розгами до тех пор, пока он не принимает новое рабское имя.
Взрослый Кунта Кинте, теперь уже Тоби, (Джон Эймос) в конце концов познал что значит быть рабом. Но старые воспоминания о свободе и мысли о его корнях из народа мандинка не дают ему покоя. Он подчиняется суровым обстоятельствам, но лишь после усекновения его правой ступни. Эта жестокая мера призвана пресечь дальнейшие попытки к бегству. Его перепродают брату Джона Рейнолдса Вильяму (Роберт Рид) в качестве кучера. Впоследствии Тоби берёт в жены рабыню Беллу (Мэдж Синклер), которая лечит его искалеченную ногу. У них рождается дочь Киззи (Лесли Аггамс). Плод адюльтера жены Джона Рейнолдса и доктора Рейнолдса, Мисси Энн (Сэнди Дункан) тайком учит Киззи читать и писать. Будучи уже подростком, Киззи пишет фальшивый дорожный пропуск своему возлюбленному Ною (Лоуренс Хилтон-Джейкобс). К несчастью её ловят за этим занятием, и Мисси Энн отворачивается от неё в столь трудную минуту. Киззи делает вывод что белым людям нельзя верить. Позже её продают Тому Муру (Чак Коннорс) из Северной Каролины. Мур насилует Киззи, и она рожает сына — Джорджа.
Взрослый Джордж (Бен Верин) становится экспертом в петушиных боях и получает кличку «Цыплячий Джордж». В итоге это увлечение дает ему возможность в сороковых годах девятнадцатого века отправиться в услужение в Англию. Через четырнадцать лет (в 1861 году) он вернется в Америку уже свободным человеком. Сын Джорджа — Том Харви (Джордж Стэнфорд Браун), находясь в рабском владении Джорджа Харви, становится кузнецом. Его рабский труд служит Армии Конфедеративных Штатов Америки во время гражданской войны. По завершении войны, Эван Брент (Ллойд Бриджес) организовывает местных расистов в раннюю форму ку-клукс-клана, и начинает донимать Тома, его семью и других черных. Проблема нарастает, когда Том сообщает об этом властям, а Бренту становится это известно. Тем временем, Цыплячий Джордж возвращается после известий об освобождении черных, и сообщает своей семье о земле, что он купил. В страхе от ку-клукс-клана, особенно после порки одним из его членов, Том и его семья переезжают на эту землю в штате Теннесси, где начинают новую жизнь.
События сериала заканчиваются в 1870, когда Цыплячий Джордж рассказывает внуку о своем деде, африканце, вышедшем поискать дерево для барабана и попавшему в лапы рабовладельцев в 1767 году.
Алекс Хэйли рассказывает в конце сериала о своих семейных связях с Синтией, дочерью Тома, праправнучкой Кунта Кинте.

## В ролях
В скобках указано количество эпизодов с участием.
- Левар Бертон — young Kunta Kinte (2)
- Оливия Коул — Mathilda (3)
- Луис Госсетт-младший — Fiddler (2)
- Бен Верин — Chicken George Moore (3)
- Вик Морроу — Ames (2)
- Джон Эймос — older Kunta Kinte/«Toby» (2)
- Джи-Ту Кумбука — Wrestler (2)
- Эдвард Аснер — Capt. Davies (2)
- Линда Дэй Джордж — Mrs. Reynolds (2)
- Роберт Рид — Dr. William Reynolds (3)
- Мэдж Синклер — Bell Reynolds (3)
- Чак Коннорс — Tom Moore (3)
- Сэнди Дункан — Missy Anne Reynolds (3)
- Лесли Аггамс — Kizzy Reynolds (2)
- Кэролин Джонс — Mrs. Moore (3)
- Ллойд Бриджес — Evan Brent (2)
- Джордж Стэнфорд Браун — Tom Harvey (2)
- Брэд Дэвис — Ol' George Johnson (2)
- Лейн Бинкли — Martha Johnson (2)
- Трейси Голд — Young Missy Reynolds (1)
- Хилли Хикс — Lewis (2)
- Линн Муди — Irene Harvey (2)
- Остин Стокер — Virgil (2)
- Ральф Уэйт — Third mate Slater (2)
- Сисели Тайсон — Binta (1)
- Талмус Расулала — Omoro (1)
- Моузес Ганн — Kintango (1)
- Хари Родс — Brima Cesay (1)
- Рен Вудс — Fanta (2)
- Эрнест Ли Томас — Kailuba (1)
- Лорн Грин — John Reynolds (2)
- Скэтмэн Крозерс — Mingo (1)
- Джордж Хэмилтон — Stephen Bennett (1)
- Лиллиан Рэндольф — Sister Sara (2)
- Рокер Рокси — Malizy (1)
- Ричард Раундтри — Sam Bennett (1)
- Тайер Дэвид — Harlan (2)
- Джон Квад — Sheriff Biggs (2)
- Майя Энджелоу — Nyo Boto (1)
- О. Джей Симпсон — Kadi Touray (1)
- Беверли Тодд — Fanta as an adult (1)
- Пол Шенар — John Carrington (1)
- Гэри Коллинз — Grill (1)
- Рэймонд Сейнт-Жак — The drummer (1)
- Лоуренс Хилтон Джакобс — Noah (1)
- Джон Шак — Ordell (1)
- Макдональд Кэри — Squire James (1)
- Иэн Макшейн — Sir Eric Russell (1)
- Даг Макклёр — Jemmy Brent (1)
- Бёрл Айвз — Sen. Arthur Justin (1)
- Чарльз Сайферс- Drake (1)
- Брайон Джеймс — Slaver (1)
- Тодд Бриджес — Bud (1)
- Росс Чэпмен — Sergeant Williams (1)
- Гранд Л. Буш — Captured runaway slave (1)
- Ивонн Де Карло — Slave owner’s wife (1)

## Правовые вопросы
После успеха романа и телесериала, Гарольд Курландер обвинил Хейли в плагиате. Курландер утверждал, что в романе «Корни» очень многое взято из его романа «Африканец», опубликованного девятью годами раньше произведения Хейли, в 1967. В результате судебного разбирательства стороны пришли к мировой сделке и признанию Хейли, что определенные фрагменты его романа заимствованы из работы Курландера. К тому же, некоторые исследователи вовсе отрицают возможность Хейли отследить своё происхождение через рабство к конкретному человеку, в конкретной африканской деревне. После пятинедельного разбирательства в федеральном окружном суде, Курландер и Хейли урегулировали как финансовый вопрос, так и заявление о том что «Алекс Хейли признает и сожалеет о том, что некоторые материалы из „Африканца“ Гарольда Курландера нашли своё отражение в книге „Корни“». Председательствующий в федеральном окружном суде судья Роберт Уорд заявил: «Копирование присутствует, точка». В более позднем интервью для канала BBC, судья Уорд заявил: «Алекс Хейли разыграл публику». Во время разбирательства Хейли утверждал, что не читал «Африканца» до написания «Корней». Однако вскоре после суда преподаватель Скидморского колледжа Джозеф Брушак под присягой поклялся, что обсуждал «Африканца» с Хейли в 1970 или 1971 году и отдал ему свой экземпляр романа.